# I号戦車に関連する作品の一覧

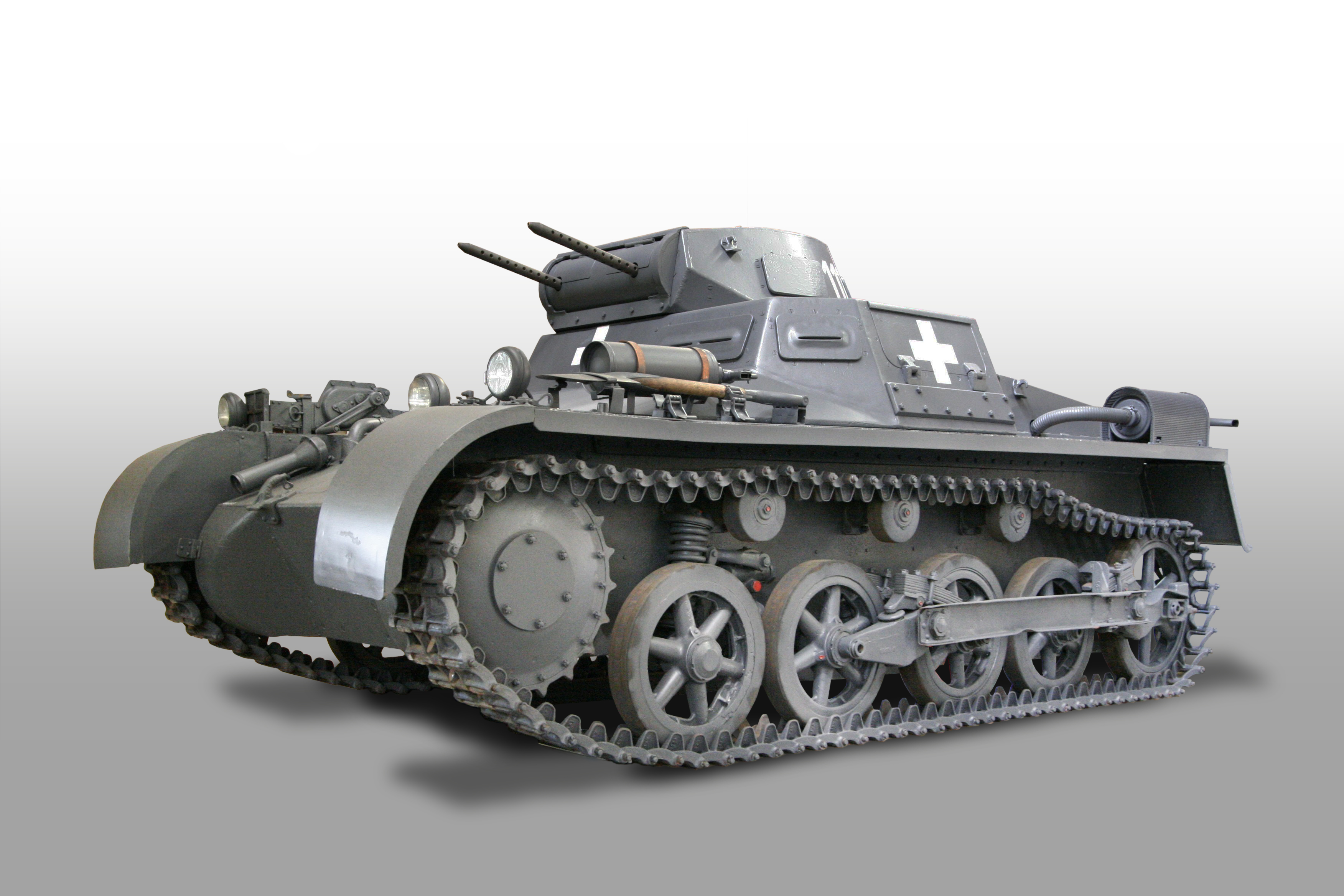
I号戦車A型

I号戦車に関連する作品の一覧（いちごうせんしゃにかんれんするさくひんのいちらん）は、第二次世界大戦期のドイツ国防軍の軽戦車/豆戦車である、I号戦車およびバリエーション車種（I号自走重歩兵砲・I号対戦車自走砲等）に関連する作品の一覧である。

## I号戦車

### アニメ・漫画
『ガールズ&パンツァー』
『ガールズ&パンツァー リボンの武者』
BC自由学園と試合をする対戦相手の戦車として登場。
『ガールズ&パンツァー最終章』
第2話でサンダース大学付属高校の対戦相手の青師団高校の車両としてI号戦車B型が登場。
『ガールズ&パンツァープラウダ戦記』
第4巻の第62回戦車道全国高校生大会第4試合で黒森峰女学園の対戦相手の青師団高校がフラッグ車としてI号戦車B型を使用する。
『幼女戦記』

### ゲーム
『War Thunder』
ドイツ対空戦車ツリーにI号対空戦車と駆逐戦車ツリーにI号対戦車自走砲が登場。
『World of Tanks』
ドイツ軽戦車Pz.Kpfw. Iとして登場。
別設計の「新型」I号戦車相当が、ドイツ軽戦車Pz.Kpfw. I Ausf. Cとして登場。
『鋼鉄の虹 パンツァーメルヒェンRPG』『ネットゲーム95　鋼鉄の虹 〜Die Eisenglorie〜』
グリューネラント軍の戦車「ニファリス」としてB型が登場。二線級兵器なので訓練と警備が主任務。しかし、戦車不足の初期には偵察車両として最前線にも投入された。
全車ドイツからの供与でライセンス生産はされていないが、緑国では砲塔の搭載機銃をMG13からMG34へ換装する独自の改修を行っている。
『コンバットチョロQ』
ドイツ1タンクとして登場。また、アリーナのライトクラスの最初の敵としてB型が登場。
『パンツァーフロント Ausf.B』
A型・B型が登場。
『トータル・タンク・シミュレーター』
ドイツの改軽戦車としてI号戦車B型が神風戦車としてI号B型指揮戦車が自走式対空砲としてI号対空戦車が使用可能。

## I号自走重歩兵砲

### ゲーム
『World of Tanks』（オンラインゲーム）
ドイツ自走砲 Sturmpanzer I Bisonとして登場。

## I号対戦車自走砲

### ゲーム
『World of Tanks』
ドイツ駆逐戦車 Panzerjäger Iとして開発可能。
『パンツァーフロント Ausf.B』
B型が登場。
『WarThunder』
ドイツ駆逐戦車BR1.7車両 Panzerjäger Iとして開発可能。

## I号対空戦車

### ゲーム
『War Thunder』
ドイツ対空戦車ツリーにI号対空戦車が登場。
『トータル・タンク・シミュレーター』
自走式対空砲としてI号対空戦車が使用可能。